# Aníbal Tarabini
Roberto Aníbal Tarabini (La Plata, 1941. augusztus 4. – Berazategui, 1997. április 21.) argentin válogatott labdarúgó.

## Pályafutása

### A válogatottban
1966 és 1969 között 6 alkalommal szerepelt az argentin válogatottban és 1 gólt szerzett. Részt vett még az 1966-os világbajnokságon.

## Sikerei, díjai
Independiente
- Argentin bajnok (2): Nacional 1967, Metropolitano 1970

AS Monaco
- Francia kupa (1): 1973–74